# Trichacalolepta mouhoti
Trichacalolepta mouhoti là một loài bọ cánh cứng trong họ Cerambycidae.